# Ильин, Борис Владимирович
Борис Владимирович Ильин (1888—1964) — советский физик, доктор физико-математических наук, профессор МГУ; руководитель исследования по химической защите, в частности совершенствованию фильтров в противогазах, один из авторов разработки электрической теории адсорбционных сил для полярных веществ, награждён орденом Ленина (1951). Участник Первой мировой войны, в годы Великой Отечественной войны — декан физического факультета МГУ (1941—1942).

## Биография
Родился 19 (31) марта 1888 года. По окончании в 1911 году физико-математического факультета Московского университета работал в различных научных и учебных заведениях: в 1912—1924 годах — в Московском ветеринарном институте (Пименовский, 5); до 1918 года — в 10-й московской мужской гимназии и в женской гимназии О. Ф. Протопоповой с художественным уклоном (Малая Ордынка, 29); с 1918 — в Московском университете. Участник Первой мировой войны.
В 1929 году возглавил созданную на химическом факультете МГУ кафедру «Общая физика»; в 1938 году кафедра была переведена на физический факультет и Ильин руководил ею бессменно до 1956 года. Под его руководством на кафедре велись интенсивные исследования по химической защите, в частности, по совершенствованию дымозащитных фильтров в противогазах.
В годы Великой Отечественной войны исполнял обязанности декана в московской группе учёных физического факультета (октябрь 1941 — июнь 1943), не отправленных в эвакуацию (в Ашхабад, а затем Свердловск), до возвращения в Москву А. С. Предводителева и возвращения факультета в Москву. В годы войны под руководством Ильина в МГУ велись работы по химической защите, в частности по совершенствованию картонных дымозащитных фильтров в противогазах. По результатам этих работ был создан хороший фильтр. Сотрудниками кафедры, возглавляемой Ильиным, был разработан портативный прибор для проверки индивидуальных противогазов на сопротивление вдыхаемому воздуху.
Ещё с 1921 года он изучал природу молекулярных и адсорбционных сил. Совместно с В. В. Тарасовым и В. К. Семенченко разработал электрическую теорию адсорбционных сил для полярных веществ, согласно которой эти силы на границе раздела различных фаз являются результатом действия дипольных моментов молекул. Благодаря работам Ильина и его учеников установлено, что поверхностные явления играют большую роль в таких свойствах дисперсных тел (коллоидов, пластмасс, суспензий, волокон и т. д.), как вязкость, текучесть, пластичность. Он автор монографий «Молекулярные силы и их электрическая природа» (1929) и «Природа адсорбционных сил» (1952).
В 1951 году был награждён орденом Ленина.
С начала 1920-х годов по 1959 год жил в доме Грибовых на улице Чаплыгина, 1а, кв. 22.
Похоронен на Новодевичьем кладбище.

## Избранные сочинения
- Ильин Б. В. Электронные книги: «Молекулярные силы и их электрическая природа» (1929), «Проверка приложимости закона Бойль-Мариотта и Гей-Люссака для эмульсий» (1911, «Физика дисперсных тел и ее приложения к вяжущим веществам» (1935). — Электронная библиотека "Научное наследие России" Heritage.ru.